# 布利 (安省)
布利（法語：Blyes，法語發音：[bli]）是法国东部安省的一个市镇，属于贝莱区。面积9.32平方公里，人口1094，人口密度120人/平方公里（2018年）。

## 人口
布利人口变化图示
| 数据来源：INSEE |